# Lee Yong-Dae
Lee Yong-Dae (en coreano: 이용대; 11 de septiembre de 1988) es un deportista surcoreano que compitió en bádminton, en las modalidades de dobles y dobles mixto.
Participó en tres Juegos Olímpicos de Verano entre los años 2008 y 2016, obteniendo dos medallas, oro en Pekín 2008 y bronce en Londres 2012. Ganó seis medallas en el Campeonato Mundial de Bádminton entre los años 2007 y 2015.

## Palmarés internacional
| Juegos Olímpicos   | Juegos Olímpicos       | Juegos Olímpicos  | Juegos Olímpicos |
| Año                | Lugar                  | Medalla           | Prueba           |
| ------------------ | ---------------------- | ----------------- | ---------------- |
| 2008               | Pekín (China)          | Medalla de oro    | Dobles mixto     |
| 2012               | Londres (Reino Unido)  | Medalla de bronce | Dobles           |
| Campeonato Mundial |                        |                   |                  |
| Año                | Lugar                  | Medalla           | Prueba           |
| 2007               | Kuala Lumpur (Malasia) | Medalla de plata  | Dobles           |
| 2009               | Hyderabad (India)      | Medalla de plata  | Dobles           |
| 2009               | Hyderabad (India)      | Medalla de bronce | Dobles mixto     |
| 2011               | Londres (Reino Unido)  | Medalla de bronce | Dobles           |
| 2014               | Copenhague (Dinamarca) | Medalla de plata  | Dobles           |
| 2015               | Yakarta (Indonesia)    | Medalla de bronce | Dobles           |